# Ван дер Хейден, Ян-Ари
Ян-Ари ван дер Хейден (нидерл. Jan-Arie van der Heijden; родился 3 марта 1988 года, Схонховен) — нидерландский футболист, выступающий на позиции полузащитника.

## Клубная карьера
Ян-Ари ван дер Хейден начал свою футбольную карьеру в местной команде своего города «Схонховене». В возрасте двенадцати лет он был замечен скаутами амстердамского «Аякса» и вскоре присоединился к юношеской команде клуба. В возрасте 14 лет у Яна-Ари был обнаружен сахарный диабет. Его семья уже сталкивалась с подобной проблемой — отец и сестра ван дер Хейдена так же больны диабетом. Болезнь не повлияла на занятия футболом и ван дер Хейден продолжал играть за «Аякс». В 2004 году у Яна-Ари была обнаружена грыжа, из-за этого он в течение восьми месяцев не мог играть. В начале сезона 2006/07 ван дер Хейден был переведён в резервный состав клуба — «Йонг Аякс». Он дважды попадал в заявку резерва, но дебютировал лишь в начале 2007 года. Это произошло 16 января в матче с резервистами «Хералеса». Он сыграл ещё в четырёх матчах в сезоне.
В начале февраля 2007 года Ян-Ари подписал свой первый профессиональный контракт с «Аяксом». Его дебют за основной состав состоялся 4 ноября в матче чемпионата Нидерландов против «Роды» из Керкраде, завершившемся победой амстердамцев со счётом 4:2. В конце декабря 2007 года он сыграл ещё в одном матче чемпионата. 3 марта 2008 года ван дер Хейдену исполнилось 20 лет, и в этот же день он продлил свой контракт с клубом до 2013 года. В сезоне 2008/09 не принимал участие в матчах чемпионата, так как до марта 2009 года находился на лечении травмированного колена. С 30 марта 2009 года Ян-Ари уже принимал участие в матчах молодёжного состава, а 10 мая, когда проходил последний матч чемпионата сезона 2008/09, ван дер Хейден был заявлен на матч в качестве запасного игрока, но в игре против «Твенте» он так и не вышел.
Так как ван дер Хейдену не хватало игровой практике, то руководство решило отдать игрока в аренду. 1 сентября 2009 года Ян-Ари на правах аренды перешёл в клуб «Виллем II», срок аренды был рассчитан на один сезон. Уже 13 сентября Ян-Ари дебютировал за команду в домашнем матче чемпионата против «Фейеноорда». Ван дер Хейден в матче вышел на замену на 59-й минуте, заменив полузащитника Саида Баутахара, к этому времени счёт в матче был ничейным 2:2, но спустя 10 минут полузащитник «Фейеноорда» Джонатан де Гузман забил третий гол в ворота хозяев поля, в конечном итоге, «Виллем II» потерпел поражение со счётом 2:3.
30 июля 2010 года Ян-Ари вновь был отдан в аренду на один сезон в клуб «Виллем II».
18 августа 2011 года было сообщено, что 23-летний ван дер Хейден заключил двухлетний контракт с клубом «Витесс».
27 июля 2015 года ван дер Хейден подписал трёхлетний контракт с «Фейеноордом».
5 октября 2020 года заключил контракт до конца сезона с клубом «Виллем II».

## Карьера в сборной
Ян-Ари выступал на молодёжном чемпионате мира 2005 в Перу за молодёжную сборную Нидерландов, в Перу нидерландцы завоевали бронзовые медали, переиграв в матче за третье место молодёжную сборную Турции со счётом 2:1.

## Достижения
«Фейеноорд»
- Чемпион Нидерландов: 2016/17
- Обладатель Кубка Нидерландов (2): 2015/16, 2017/18
- Обладатель Суперкубка Нидерландов (2): 2017, 2018